# Michele Bonelli
Michele Bonelli (ur. 25 listopada 1541 w Bosco Marengo – zm. 28 marca 1598 w Rzymie) właśc. Carlo Bonelli – włoski kardynał. W wieku 18 lat wstąpił do zakonu dominikanów, przyjmując imię zakonne Michele. Następnie był profesorem teologii na uniwersytecie w Perugii. W 1566 Pius V, który był jego krewnym, mianował go kardynałem, pozwalając jednak nadal nosić habit zakonny. Jako pierwszy pełnił urząd superintendenta generalnego Stolicy Apostolskiej. Wielki przeor zakonu maltańskiego w Rzymie, 1568. Protektor zakonu dominikanów w kurii. Kamerling Świętego Kościoła Rzymskiego od 1568, w maju 1570 sprzedał ten urząd kardynałowi Luigi Cornaro, a uzyskane z tego pieniądze (70 tys. skudów) przeznaczył na wsparcie wojny przeciw Imperium osmańskiemu. W 1571 był legatem papieskim w Hiszpanii, Portugalii i Francji. Udzielił Piusowi V ostatniego namaszczenia. Jego następca, Grzegorz XIII, mianował go prefektem Kongregacji ds. Zakonów, uczestniczył też w pracach innych kongregacji. Od 1591 biskup Albano i prefekt Kongregacji ds. Biskupów i Zakonów. Wspierał pojednanie papieża Klemensa VIII z królem Francji Henrykiem IV. 1597 został pierwszym hrabią Bosco Marengo. Zmarł w wieku 56 lat. Pochowano go w kościele dominikanów Santa Maria sopra Minerva w Rzymie.